# 穆德委员会

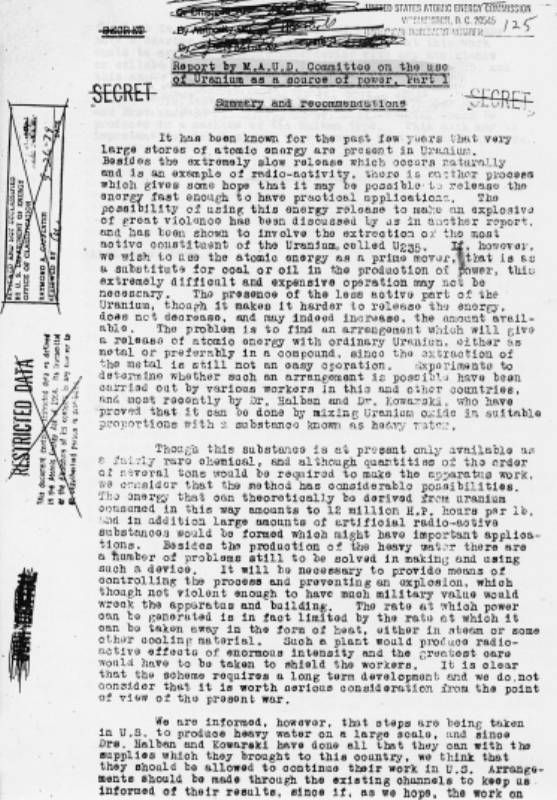
穆德委员会报告的首页，1941年3月

穆德委员会（也称莫德委员会）是英国二战期间成立的的科学工作组，目的是研究原子弹的可行性，负责人乔治·汤姆孙。其名称中MAUD一词源自丹麦物理学家尼尔斯·玻尔在一次电报中提及到他的管家——穆德·雷（Maud Ray）。